# Нуну Валенте
Нуну Валенте (порт. Nuno Valente, нар. 12 вересня 1974, Лісабон) — колишній португальський футболіст, що грав на позиції захисника. По завершенні ігрової кар'єри — футбольний тренер. Відомий, зокрема, виступами за «Спортінг», «Евертон», «Порту», а також національну збірну Португалії.

## Клубна кар'єра

### Португальський період
Нуну Валенте розпочав свою футбольну кар'єру в клубі з Сегунди «Портімоненсі», куди був відправлений в оренду зі «Спортінга». Повернувшись в Лісабон, він почав виказувати претензії з приводу зарплатні, тому не зважаючи на успіх у Кубку Португалії в 1995-му, його знову віддали в оренду до «Марітіму». 
Молодий Жозе Моурінью помітив талант Валенте і привів його в «Уніан Лейрія», яку тренував тоді. Там Нуну провів три роки і допоміг команді досягти певних успіхів за цей час. В 2002-му, коли Моурінью перейшов до «Порту», Валенте та його товариш по команді Дерлей стали першими підписаннями Жозе в новому клубі. Ці придбання виявилися дуже влучними. Обидва гравці стали основними в команді, яка в сезоні 2002-03 стала чемпіоном Португалії та володарем Кубка УЄФА, здолавши у фіналі «Селтік» з рахунком 3-2. Наступний сезон став ще більш успішним для Валенте. Він допомагає «Порту» стати чемпіонами Португалії та стає переможцем Ліги чемпіонів УЄФА. В кінці сезону він продовжує свій контракт з клубом до 2007 року. Після того як Жозе Моурінью перейшов до «Челсі» Валенте починають переслідувати травми. Він проводить лише 8 матчів в чемпіонаті, але вчасно встигає відновитися до протистояння 1/8 фіналу Ліги чемпіонів 2004-05 проти «Інтернаціонале», програному за сумою двох матчів з рахунком 2-4.

### Евертон
Після чергового невдало проведеного сезону, в умовах ультиматуму президента «Порту» обрирати між збірною та клубом, Валенте за рекомендацією Жозе Моурінью переходить до «Евертона» за €2.2 мільйона. Це сталося в кінці серпня 2005-го, коли мерсисайдський клуб втратив через травму лівого захисника Алесандро Пістоне. Нуну потрібен був час щоб адаптуватися до нових умов, але незабаром він став ключовим гравцем в «Евертоні» в сезонах 2005-06 та 2006-07, але зіткнувся з жорсткою конкуренцією з боку Гері Нейсміта за місце в основі в лютому 2007-го. На початку 2008 року Валенте продовжив контракт з клубом ще на один рік, але вже не міг грати на колишньому рівні і став виходити на заміну молодому Лейтону Бейнсу. Крім того центральний захисник «ірисок» Джон Лескотт при необхідності також міг зіграти на позиції лівого захисника. В сезоні 2008-09 Нуну отримав зовсім мало ігрової практики, тому 12 червня 2009-го вирішив покинути команду і завершити кар'єру.

## Виступи за збірну
2002 року дебютував в офіційних матчах у складі національної збірної Португалії. Протягом кар'єри у національній команді, яка тривала 7 років, провів у формі головної команди країни 33 матчі, забивши 1 гол. У складі збірної був учасником Чемпіонату Європи 2004 року у Португалії, де разом з командою здобув «срібло» та Чемпіонату світу 2006 року у Німеччині. Зігравши лише раз в кваліфікації до Євро-2008, у вересні 2008-го Нуну вирішив припинити виступи за збірну.

## Кар'єра тренера
Після завершення кар'єри гравця Нуну Валенте був призначений офіційним скаутом «Евертона» в Португалії. Через рік роботи на цій посаді він повернувся до рідного «Спортінга» і увійшов до тренерського складу команди на чолі з Паулу Сержіу.

## Статистика виступів

### Статистика клубних виступів
| Сезон                    | Команда                  | Чемпіонат                | Чемпіонат | Чемпіонат | Національний кубок | Національний кубок | Національний кубок | Континентальні кубки | Континентальні кубки | Континентальні кубки | Інші змагання | Інші змагання | Інші змагання | Усього | Усього |
| Сезон                    | Команда                  | Ліга                     | Ігор      | Голів     | Ліга               | Ігор               | Голів              | Ліга                 | Ігор                 | Голів                | Ліга          | Ігор          | Голів         | Ігор   | Голів  |
| ------------------------ | ------------------------ | ------------------------ | --------- | --------- | ------------------ | ------------------ | ------------------ | -------------------- | -------------------- | -------------------- | ------------- | ------------- | ------------- | ------ | ------ |
| 1993–94                  | Портімоненсі             | ЧП                       | 26        | 1         | КП                 | ?                  | ?                  | -                    | -                    | -                    | -             | -             | -             | 26+    | 1+     |
| 1994–95                  | Спортінг                 | ЧП                       | 9         | 0         | КП                 | ?                  | ?                  | КУЄФА                | ?                    | ?                    | -             | -             | -             | 9+     | 0+     |
| 1995–96                  | Спортінг                 | ЧП                       | 9         | 0         | КП                 | ?                  | ?                  | КЧ                   | ?                    | ?                    | СП            | ?             | ?             | 9+     | 0+     |
| 1996–97                  | Марітіму                 | ЧП                       | 30        | 0         | КП                 | ?                  | ?                  | -                    | -                    | -                    | -             | -             | -             | 30+    | 0+     |
| 1997–98                  | Спортінг                 | ЧП                       | 6         | 0         | КП                 | ?                  | ?                  | ЛЧ                   | ?                    | ?                    | -             | -             | -             | 6+     | 0+     |
| 1998–99                  | Спортінг                 | ЧП                       | 9         | 0         | КП                 | ?                  | ?                  | КУЄФА                | ?                    | ?                    | -             | -             | -             | 12+    | 1+     |
| Усього за «Спортінг»     | Усього за «Спортінг»     | Усього за «Спортінг»     | 36        | 1         |                    | ?                  | ?                  |                      | ?                    | ?                    |               | ?             | ?             | 36+    | 1+     |
| 1999–00                  | Уніан Лейрія             | ЧП                       | 28        | 0         | КП                 | ?                  | ?                  | -                    | -                    | -                    | -             | -             | -             | ?      | 0+     |
| 2000–01                  | Уніан Лейрія             | ЧП                       | 31        | 2         | КП                 | ?                  | ?                  | -                    | -                    | -                    | -             | -             | -             | 31+    | 2+     |
| 2001–02                  | Уніан Лейрія             | ЧП                       | 28        | 0         | КП                 | ?                  | ?                  | -                    | -                    | -                    | -             | -             | -             | ?      | 0+     |
| Усього за «Уніан Лейрія» | Усього за «Уніан Лейрія» | Усього за «Уніан Лейрія» | 87        | 2         |                    | ?                  | ?                  |                      | ?                    | ?                    |               | ?             | ?             | 87+    | 2+     |
| 2002–03                  | Порту                    | ЧП                       | 21        | 0         | КП                 | ?                  | ?                  | КУЄФА                | 8                    | 0                    | -             | -             | -             | 21+    | 0+     |
| 2003–04                  | Порту                    | ЧП                       | 27        | 0         | КП                 | ?                  | ?                  | ЛЧ                   | 11                   | 0                    | СП            | 1             | 0             | 27+    | 0+     |
| 2004–05                  | Порту                    | ЧП                       | 8         | 0         | КП                 | ?                  | ?                  | ЛЧ                   | 2                    | 0                    | СП+МК+СУ      | 1+0+1         | 0+0+0         | 8+     | 0+     |
| Усього за «Порту»        | Усього за «Порту»        | Усього за «Порту»        | 56        | 0         |                    | ?                  | ?                  |                      | 21                   | 0                    |               | 3             | 0             | 80+    | 0+     |
| 2005–06                  | Евертон                  | ЧА                       | 20        | 0         | КА+КЛ              | 2+?                | 0+?                | КУЄФА                | 2                    | 0                    | -             | -             | -             | 20+    | 0+     |
| 2006–07                  | Евертон                  | ЧА                       | 27        | 0         | КА+КЛ              | 1+1                | 0+0                | -                    | -                    | -                    | -             | -             | -             | 14+    | 0+     |
| 2007–08                  | Евертон                  | ЧА                       | 14        | 0         | КА+КЛ              | ?+3                | ?+0                | КУЄФА                | 3                    | 0                    | -             | -             | -             | 9+     | 0+     |
| Усього за «Евертон»      | Усього за «Евертон»      | Усього за «Евертон»      | 45        | 0         |                    | 7+                 | 0+                 |                      | ?                    | ?                    |               | ?             | ?             | 52+    | 0+     |
| Усього за кар'єру        | Усього за кар'єру        | Усього за кар'єру        | 278       | 4         |                    | 7+                 | 0+                 |                      | 26+                  | 0+                   |               | 3+            | 0+            | 334+   | 4+     |

## Титули і досягнення

### «Спортінг»
- Чемпіонат Португалії
  - Срібний призер (2): 1994–95, 1996–97
  - Бронзовий призер (2): 1993–94, 1995–96
- Кубок Португалії
  - Володар (1): 1994–95
  - Фіналіст (2): 1993–94, 1995–96
- Суперкубок Португалії
  - Володар (1): 1995

### «Порту»
- Чемпіонат Португалії
  - Чемпіон (2): 2002–03, 2003–04
  - Срібний призер (2): 2004—2005
- Кубок Португалії
  - Володар (1): 2002–03
- Суперкубок Португалії
  - Володар (2): 2003, 2004
- Ліга чемпіонів УЄФА
  - Переможець (1): 2003–04
- Кубок УЄФА
  - Володар (1): 2002–03
- Міжконтинентальний кубок
  - Володар (1): 2004

### Збірна Португалії
- Чемпіонат Європи
  - Срібний призер (1): 2004